# Mirjam Liimask
Mirjam Liimask, née le 25 octobre 1983 à Tartu, est une athlète estonienne spécialiste du 100 mètres haies.

## Carrière
Elle remporte son premier titre national en individuel en 2001, à 17 ans, sur 100 m haies. En 2002, elle établit deux records d'Estonie juniors : en salle sur 60 m haies en 8 s 28 et en plein air sur 100 m haies en 13 s 45. Elle est finaliste des championnats du monde juniors avec une septième place à Kingston.
Début 2005 elle s'empare du record d'Estonie senior du 60 m haies en réussissant 8 s 20 aux championnats nationaux en salle à Tallinn. Lors des championnats d'Europe espoirs à Erfurt, elle remporte sa série en 13 s 28, puis en finale se défait de l'Allemande Tina Klein en 12 s 93, devenant championne d'Europe avec un nouveau record national. Un mois plus tard, elle descend pour la seconde fois sous les 13 secondes, réalisant 12 s 96 pour remporter les Universiades d'Izmir.
Elle se retire de la compétition en 2008.

### Palmarès
| Date | Compétition                   | Lieu   | Résultat | Épreuve     | Performance |
| ---- | ----------------------------- | ------ | -------- | ----------- | ----------- |
| 2005 | Championnats d'Europe espoirs | Erfurt | 1re      | 100 m haies | 12 s 93     |
| 2005 | Universiade d'été             | Izmir  | 1re      | 100 m haies | 12 s 97     |

#### National
- 6 titres en plein air au 100 m haies (2001–2004, 2006–2007)
- 6 titres en salle au 60 m haies (2002–2003, 2005–2008) et 1 au 60 m (2002)[1]

### Records
| Épreuve     | Performance  | Lieu    | Date            |
| ----------- | ------------ | ------- | --------------- |
| 100 m haies | 12 s 93 (RN) | Erfurt  | 17 juillet 2005 |
| 60 m haies  | 8 s 20       | Tallinn | 12 février 2005 |